# Jeroen Streunding
Jeroen Streunding beter bekend als DJ Neophyte is een Nederlandse deejay, live-artiest en producent van voornamelijk hardcoremuziek. Daarnaast is hij in de hardstyle scene bekend als The Beholder.
Samen met twee vrienden, waaronder Danny Greten, richtte hij in 1992 Neophyte op. Bekende platen die hij mede heeft geproduceerd zijn onder andere Muil Houwe en Alles Kapot, en onder het pseudoniem Bodylotion: Always Hardcore en Mellow Moenie Mauwe.
In het verleden heeft hij samengewerkt met The Stunned Guys, Paul Elstak, Panic, Rob Gee, en vele anderen.